# Castlevania: Lament of Innocence
Castlevania: Lament of Innocence es un videojuego para la videoconsola PlayStation 2, que fue lanzado a principios de 2003. Después del lanzamiento del aclamado Castlevania: Symphony of the Night para la PlayStation en 1997 los productores de la compañía japonesa Konami creyeron que la serie debería terminar, pero con la llegada del Game Boy Advance se produjeron nuevos títulos de la serie y con la misma llegada de la PlayStation 2 se ideó una historia nueva que relataría los inicios de esta saga de Konami, de donde provenía el clan Belmont y el origen de Drácula.
Con la llegada de PlayStation 2, Sony y Konami decidieron arriesgarse lanzando un Castlevania en 3D, considerando la polémica que causaron Castlevania 64 y Castlevania: Legacy of Darkness para Nintendo 64 en 1999. Se temía que los fanes iban a rechazar este nuevo lanzamiento con el éxito de Castlevania: Symphony of the Night para PlayStation. Pero gracias al esfuerzo de Koji Igarashi y su equipo en 3D se produjo en el 2003 Castlevania: Lament of Innocence, para PlayStation 2, con la salida de este juego se explica el origen del clan Belmont como cazadores de vampiros. Con nuevas escenas, nueva historia, el origen del famoso látigo Vampire Killer, un látigo hecho de Alquimia que se ha visto en los diversos Castlevanias de antaño, se explica el porqué de este odio de la familia Belmont hacia Drácula. Con una excepcional banda sonora y efectos especiales este juego ha obtenido buenas críticas acerca de su desarrollo y el arriesgado plan para ponerlo a la venta con este comienzo en formato 3D, se espera que nuevas versiones y nuevas historias nos envuelvan en esta emocionante saga, la épica lucha del bien contra el mal.

## Argumento
La base de la historia gira en torno a un bosque en el que nunca amanece, es el Bosque de la Noche Eterna. Es dicho que el vampiro que en él habita, nunca ha sido derrotado. Su nombre es Walter Bernhard, y su pasatiempo... es secuestrar a los seres queridos de los guerreros más habilidosos para obligarles a asistir para rescatarlos, y de esa manera, divertirse.
El personaje principal del juego es León Belmont, que usa el látigo de la alquimia de Rinaldo para derrotar a los demás enemigos mientras intenta rescatar a su amada Sara; también está Joachim Armster, un vampiro que es enemigo del amo del castillo, Walter Bernhard, ya que este último lo encerró, pero que es derrotado (mas no destruido) por León, sin embargo es el personaje jugable secreto del juego.
Además se usan las armas de antaño (las armas secundarias), como el clásico cuchillo y la famosa hacha. Pero la sorpresa es que puede fusionar las armas con las esferas de poder, dando un ataque inesperado.
Una de las caracteríásticas más notables fue el carecer del sistema de level ups, el cual había estado presente en las últimas entregas, de esta manera se apegó aún más a la idea clásica que sería dar a este juego.
De cualquier manera, los orbes obtenidos de los jefes de zona dan un excelente bono al ataque de León, mientras que éste gana nuevos ataques y combos con el látigo al derrotar cierto número de enemigos. Por otro lado, Joachim gana incrementos de poder, defensa, HP y MP según avance en el juego y encuentre las zonas en que León obtenía llaves y/o reliquias (esos son sus level ups), además de que él no debe buscar llaves ni nada por el estilo, y todo el castillo es accesible para él desde el primer momento, por su velocidad (mayor a la de León) y por algunos cubos flotantes que le ayudan a alcanzar los lugares a los que se accede por medio del látigo. Al terminar el juego con Joachim Armster, se desbloquea la opción Pumpkin, el cual, es una pequeña calabaza... más fuerte que León, y con saltos más acertados. Comienza con todos los ataques, pero con una barra de HP y MP muy bajas; además de una pésima defensa por lo cual puede morir muy rápido si no se es muy hábil al manejarlo. Es poseedor desde el inicio del juego del Vampire Killer, y su única opción en subarmas es una calabaza explosiva, la cual, tiene la propiedad de ser la única arma secundaria efectiva contra Death sin enfadarlo.
El final del juego es un epílogo que narra cómo es que Drácula, el señor de los vampiros nace, y el juramento que León hace de que el y su familia, Los Belmonts, estarán al acecho de las criaturas de la oscuridad.
- Datos: Q568115